# Beijos Que Matam
Beijos Que Matam (Kiss the Girls) é um filme de thriller e drama norte-americano (com trechos falados em mandarim) baseado no bestseller "Kiss the Girls" do escritor James Patterson realizado em 1997 pelo cineasta Gary Fleder. Teve uma sequência em 2001, também estrelada por Morgan Freeman que voltou a interpretar o personagem Alex Cross, chamada Along Came a Spider. Em 2012 foi lançado Alex Cross. 

## Elenco principal
- Morgan Freeman...Dr. Alex Cross
- Ashley Judd
- Jay O. Sanders
- Cary Elwes
- Tony Goldwyn
- Brian Cox
- Jeremy Piven
- Mena Suvari